# Sanlúcar de Barrameda
Sanlúcar de Barrameda, ou plus simplement Sanlúcar est une ville du nord-ouest de la province de Cadix, dans la communauté autonome d'Andalousie dans le sud de l'Espagne. Sanlúcar est située à l'embouchure du Guadalquivir. Sanlúcar borde également le parc national Doñana et
C'est l'une des trois villes d'origine du « triangle du Xérès » ; elle est connue pour son vin manzanilla – et ses fruits de mer.

## Géographie

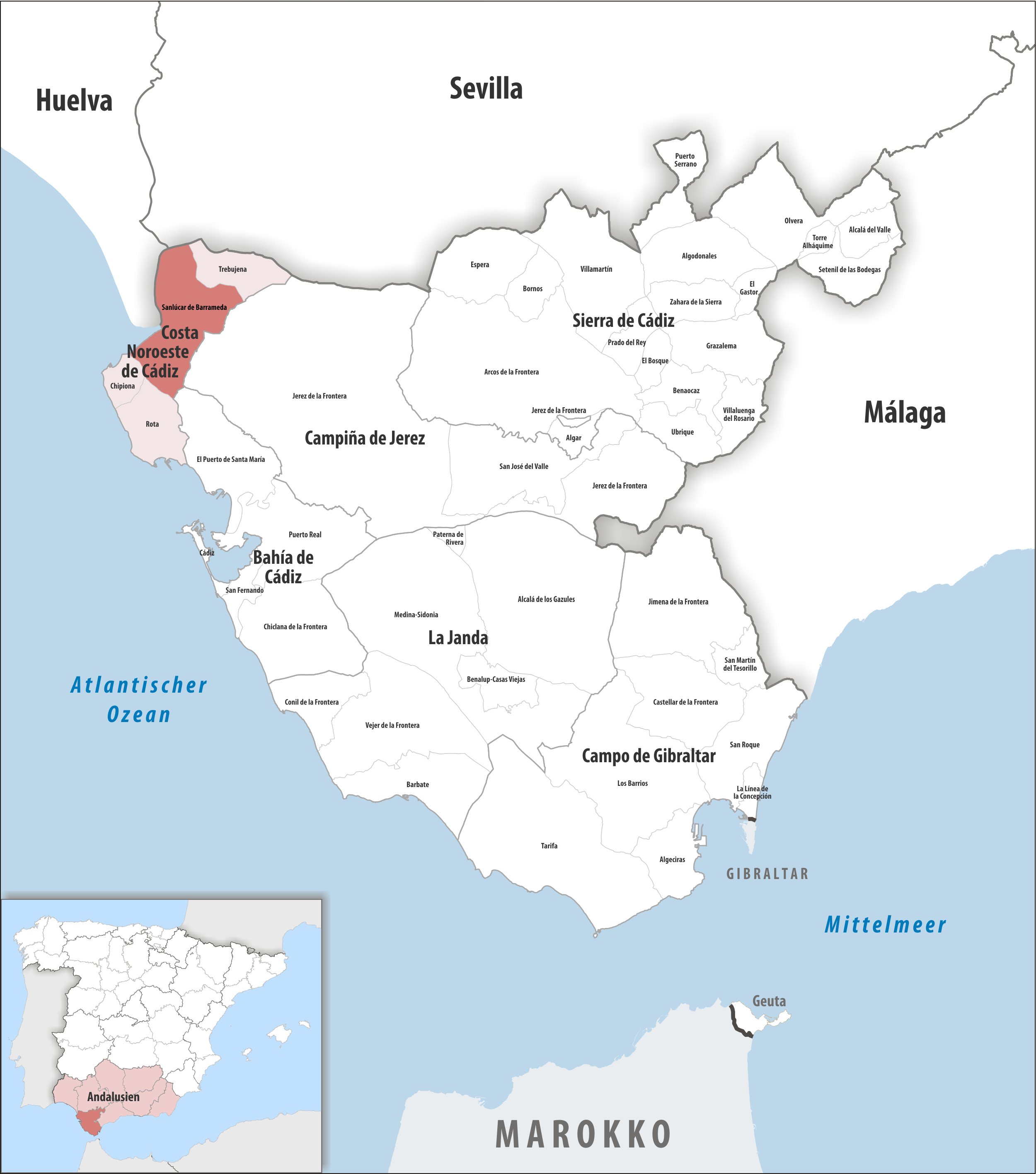
Sanlúcar de Barrameda dans la province de Cadix / en Andalousie

### Localisation
La commune de Sanlúcar de Barrameda à la pointe ouest de la comarque de Côte nord-ouest de Cadix et de la province de Cadix (Andalousie).
Cadix est à 52 km sud-sud-est ;
Jerez de la Frontera à 26 km sud-est ;
Séville à 100 km nord-est ;
Gibraltar à 140 km sud-est ; 
Algésiras à 123 km sud-est.

### Généralités, description
La commune est bordée au nord par le Guadalquivir et à l'ouest par son estuaire.
Les marais salants du nord de la commune longent la rive gauche (côté sud) du Guadalquivir ; ils sont inclus dans le parc naturel de Doñana, qui borde le parc national de Doñana en plusieurs endroits.
La ville de Sanlúcar de Barrameda a été créée sur une zone alluvionnaire qui, par ensablement, gagne 1 500 mètres par siècle.[réf. nécessaire]

## Histoire

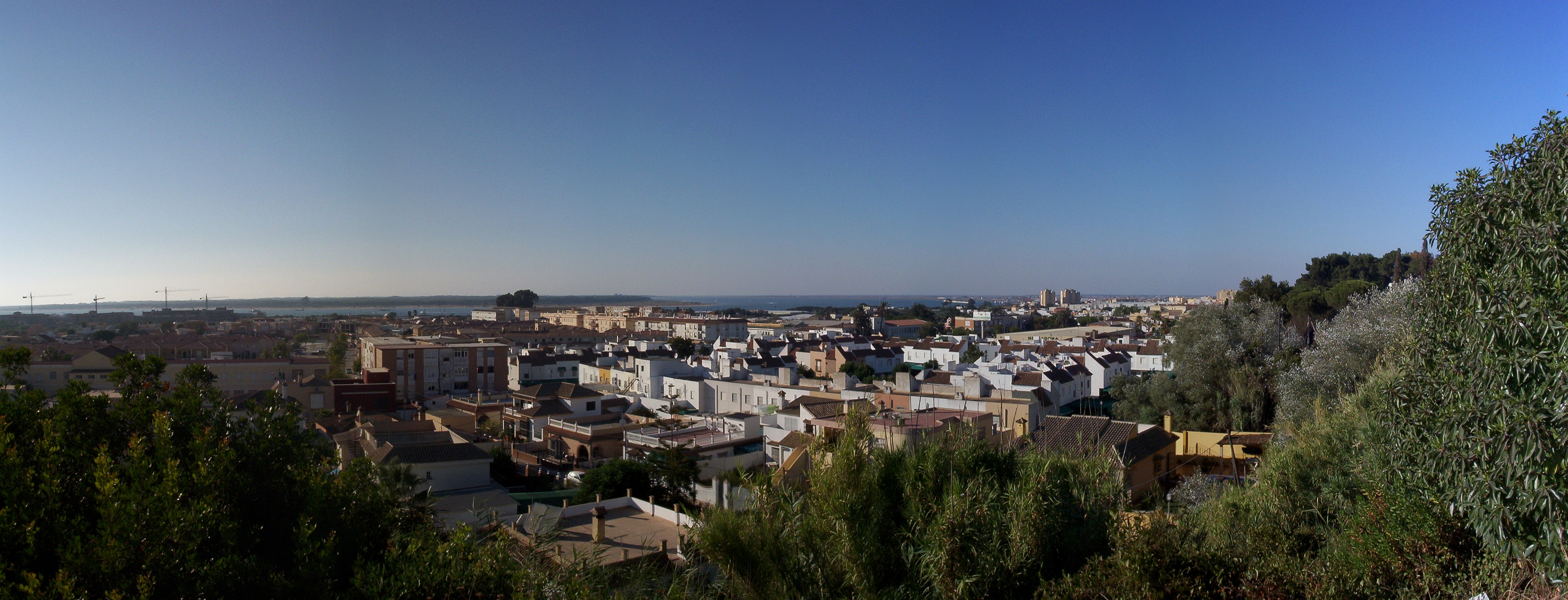
Sanlúcar de Barrameda vue de l'embouchure du Guadalquivir.

Après la reconquête de Sanlúcar de Barrameda par Alphonse X de Castille en 1264, elle est reconstituée au XIIIe siècle, devenant aux XVe et XVIe siècles l'un des plus importants ports de commerce connectant l'océan Atlantique et la mer Méditerranée.
Sanlúcar devient un port de référence pour divers conquistadors espagnols après la découverte du Nouveau Monde par Christophe Colomb qui, le 30 mai 1498, effectue le départ de son troisième voyage de Sanlúcar :
- Hernán Cortés, futur conquistador du Mexique, embarque à Sanlúcar en 1504.
- Ferdinand Magellan, à la tête de sa flotte, quitte Séville le 10 août 1519. Mais il doit attendre le 20 septembre pour hisser les voiles et quitter Sanlúcar de Barrameda, avec 237 hommes répartis sur cinq navires dont le Victoria, seul navire à réaliser la première circumnavigation de l'histoire : une partie de la flotte arrive à Séville le 8 septembre 1522, soit 3 ans après, sans Magellan tué entretemps par des indigènes aux Philippines.
- Alonso Fernández de Lugo, conquérant des îles des Canaries La Palma (1492) et Tenerife (1495) et par la suite gouverneur de ces îles, est né à Sanlúcar.
- Pierre-Olivier Malherbe, fils de marchands vitréens, part de Sanlúcar de Barrameda en 1592, pour un voyage qui fera de lui le premier homme à avoir réalisé le tour du monde, par voie terrestre.

C'est à Sanlúcar de Barrameda qu'arrive le 5 octobre 1614 l'ambassade japonaise conduite par Tsunenaga Hasekura.
La crise économique de 1873 provoque une série de soulèvements en Andalousie, dont un à Sanlúcar les 15 et 16 février 1879. Elle comptait une cellule importante de l'organisation anarchiste secrète (car interdite) Association internationale des travailleurs,.
Avec la crise économique qui dure depuis 2008, des centaines de personnes sont expulsées de leur logement qu'elles ne peuvent plus payer. Un collectif de 150 familles, soutenues par les Indignés, occupe des logements vides appartenant à des banques depuis juin 2014,.

## Démographie
| 1999                  | 2000   | 2001   | 2002   | 2003   | 2004   | 2005   | 2009   | 2022   |
| --------------------- | ------ | ------ | ------ | ------ | ------ | ------ | ------ | ------ |
| 61 648                | 61 966 | 61 737 | 61 908 | 62 308 | 62 662 | 63 187 | 65 805 | 69 727 |
| Source: INE (Espagne) |        |        |        |        |        |        |        |        |

## Économie
Sanlúcar de Barrameda, El Puerto de Santa María et Jerez de la Frontera sont les trois villes qui forment le « triangle du Xérès », le fameux vin de Xérès (ou « Sherry »), très prisé des Britanniques. C'est là que le vieillissement de ce vin devait se faire - le raisin, lui, pouvait provenir de n'importe quelle localité du territoire de la Denominación de Origen (DO). Depuis novembre 2022, les caves situées dans les municipalités comprises dans la DO (c'est-à-dire Trebujena, Lebrija, Chipiona, Rota, Chiclana et Puerto Real) peuvent effectuer le processus complet d'élaboration des vins et sont admises de plein droit à l'appellation d'origine.

## Personnalités liées à la ville
- Luisa Isabel Álvarez de Toledo y Maura (1936-2008), Grande d'Espagne, duchesse et marquise espagnole, est décédée dans la ville[10].

- Dans l'épisode 19 de la série Amicalement Votre, Quelqu'un dans mon genre, Sanlùcar de Barrameda est utilisé dans le processus d'hypnotisation comme mot de passe pour déclencher les actions de Lord Brett Sinclair, afin de la pousser à tuer Sam Milford, son ami.